# Set Adrift on Memory Bliss
Set Adrift on Memory Bliss är en sång framförd av P.M. Dawn. Sången, som utgavs som singel den 5 augusti 1991, nådde förstaplatsen på Billboard Hot 100.